# Taal (jezioro)
Taal – słodkowodne jezioro wulkaniczne w całości położone na terenie prowincji Batangas na wyspie Luzon na Filipinach. Jest usytuowane w kalderze powstałej po gigantycznej erupcji wulkanu Taal 500–100 tys. lat temu. W jego centrum znajduje się aktywny wulkan, którego stożek tworzy wyspę na jeziorze. Jest trzecim co do wielkości jeziorem Filipin. Powierzchnia: 234,2 km², długość 25 km, szerokość: 18 km.